# Presqu'île guérandaise
Cet article concerne la presqu'île. Pour le pays traditionnel, voir Pays de Guérande.
La presqu'île guérandaise est un territoire français situé à l'extrême sud de la péninsule bretonne, à l'ouest du département de la Loire-Atlantique en région Pays de la Loire.

## Géographie
L'espace formé est une authentique presqu'île isolée du continent par les marais de Brière à l'est et par le Mès et les marais salants de Mesquer-Saint-Molf au nord. Elle était autrefois rattachée au reste du continent par une route entre Saint-Lyphard et Herbignac, protégée par le château de Ranrouet. Entre - 6000 ans et - 2500 ans, il y avait un vaste golfe maritime peu profond qui bordait le nord de l'estuaire de la Loire dont les marais de la Brière forment aujourd'hui un vestige. L’isthme de Saint-Lyphard entre les marais du Mès à l'ouest et les marais de Brière à l'est, relie la presqu'ile de Guérande et de Saint-Nazaire au territoire d'Herbignac et de Pénestin.
Il est délimité à l'ouest par le golfe de Gascogne bordant les rivages de Pornichet, La Baule-Escoublac, Le Pouliguen, Batz-sur-Mer et Le Croisic qui forment la presqu'île du Croisic, ainsi que La Turballe, Piriac-sur-Mer et Mesquer. Guérande, qui est située au cœur de l'ensemble, ne communique avec l'océan que par l'intermédiaire des traicts du Croisic qui alimentent les marais salants de Guérande, alors Saint-Molf n'est séparé de l'océan Atlantique que par les marais du Mès. 
À l'est, Saint-Lyphard, et Guérande, et Saint-André-des-Eaux sont riveraines des marais de la Brière alimentés par le Brivet qui longe Saint-Nazaire et traverse Trignac. Au sud, la presqu'île est bordée par l'estuaire de la Loire.
Quatorze communes occupent le territoire de la presqu'île guérandaise : Saint-Lyphard, Saint-André-des-Eaux, Trignac (à l'ouest du Brivet), Saint-Nazaire, Pornichet, La Baule-Escoublac, Le Pouliguen, Batz-sur-Mer, Le Croisic, Guérande, La Turballe, Piriac-sur-Mer, Mesquer et Saint-Molf.

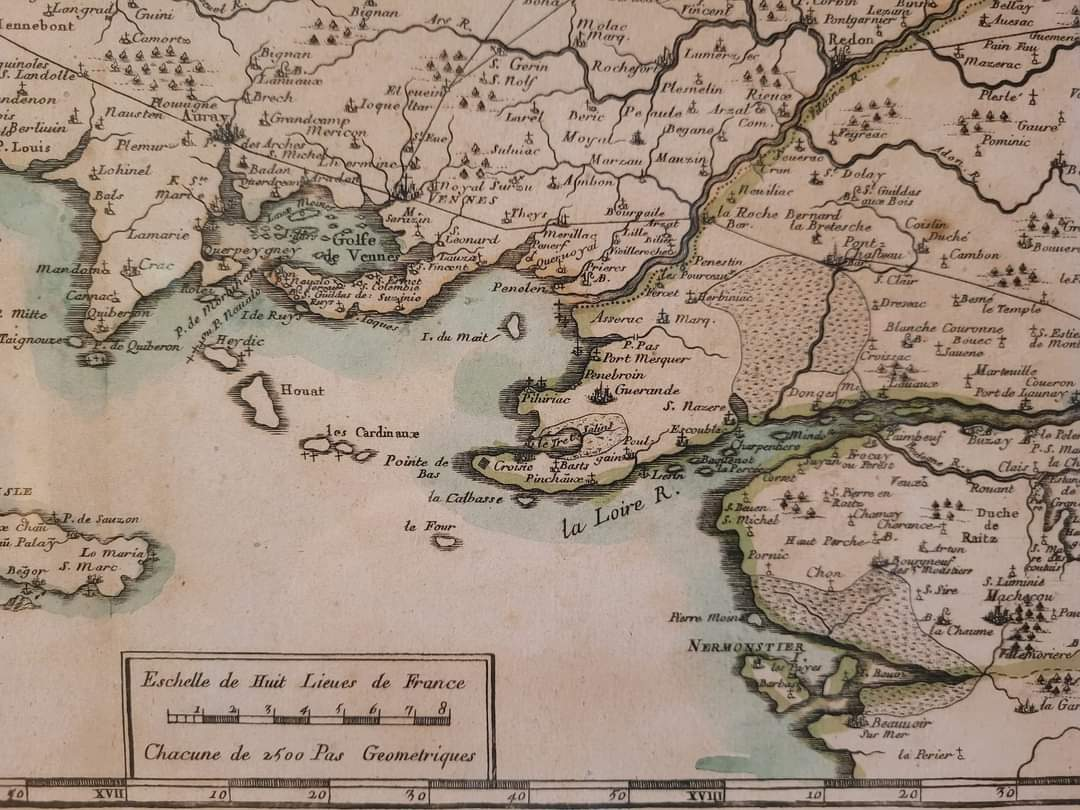
Extrait de la Carte de Bretagne réalisée par Pierre Duval en 1683.
Carte topographique du pays de Guérande.

## Économie

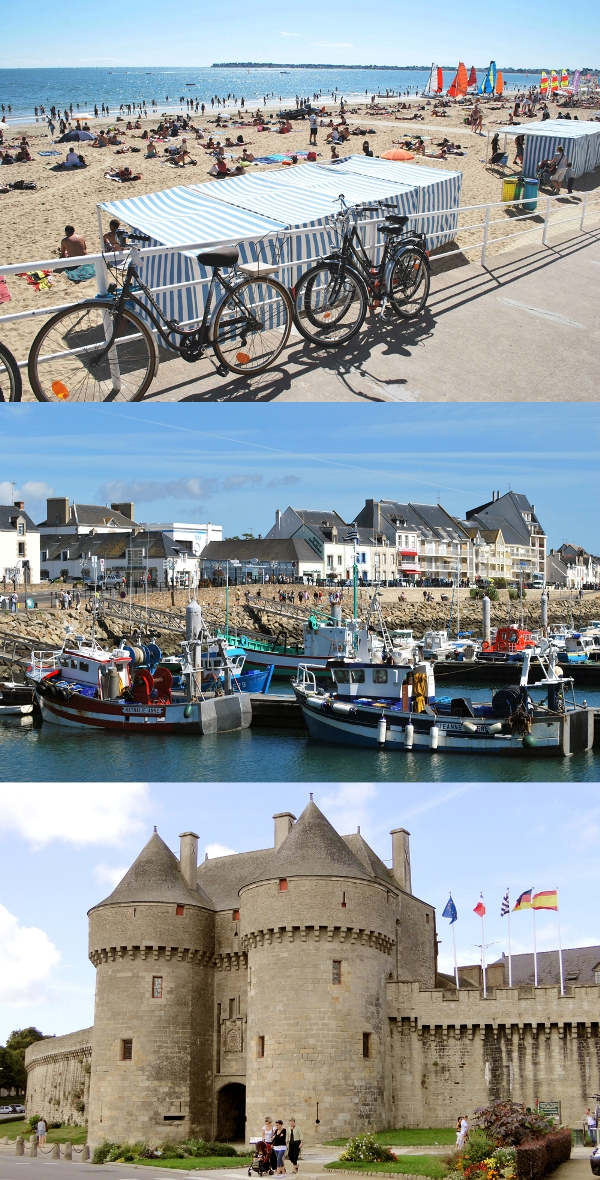
La plage de La Baule en été, le port de pêche de La Turballe et les remparts de la cité médiévale de Guérande.

La pêche, la production de sel, la production de tourbe et la viticulture étaient les activités traditionnelles ; au XXIe siècle, la construction navale et le tourisme constituent les piliers économiques de la presqu'île.
L'activité de pêche se concentre de nos jours dans les ports de La Turballe et du Croisic.
Les marais salants de Guérande et les marais du Mès perpétuent la tradition séculaire de production de sel dans la région. Parmi tous les produits issus des marais salants (sel, salicornes, fleur de sel et autres produits dérivés). 
La balnéothérapie, apparue au Croisic au début du XIXe siècle, a cédé la place au tourisme de masse, moteur de croissance de stations balnéaires telles que Pornichet ou La Baule située sur la baie du Pouliguen.
Le centre marin de Pen-Bron situé à La Turballe est le premier employeur de la communauté d'agglomération de la Presqu'île de Guérande Atlantique et donc de la presqu'île, avec 330 salariés.